# Acidente do Douglas C-47 prefixo PP-LPG em 1951
O Desastre aéreo de Aracaju foi um acidente aéreo ocorrido em 12 de julho de 1951. Durante a execução dos procedimentos de pouso por instrumentos, um Douglas C-47 Skytrain da empresa Linhas Aéreas Paulistas se chocou com uma árvore localizada a 3 km da pista do antigo campo de pouso de Aracaju-SE, atual Aeroclube de Sergiipe (ICAO: SISG), situado no bairro Santos Dumont (Aracaju), zona norte da capital sergipana. No choque morreram todos os 33 ocupantes da aeronave.

## Aeronave
O Douglas C-47 Skytrain era uma das versões militares do Douglas DC-3. Durante a Segunda Guerra Mundial, mais de 10 mil aeronaves desse modelo  foram fabricadas. Após o fim do conflito, tornaram-se inúteis para o exército americano, sendo assim vendidas como material excedente de guerra para serem convertidas em aeronaves de uso civil por centenas de empresas aéreas do mundo. Após receber autorização para operar em território nacional, as Linhas Aéreas Paulistas acabaram adquirindo 5 aeronaves Douglas C-47 Skytrain que foram entregues em 1946. A aeronave acidentada foi fabricada em 1944, tendo o número de série 14822/26267 e recebeu o prefixo PP-LPG.

## Acidente
O Douglas C-47 decolou no início da manhã no aeroporto de Natal. Após fazer breves escalas em Recife e Maceió, preparava-se para a próxima escala em Aracaju. Chovia forte na capital sergipana, o que dificultava a aterrissagem. Por conta das condições meteorológicas desfavoráveis, a tripulação optou por efetuar um pouso guiado por instrumentos e NDB. Às 9h, durante a tentativa de pouso, uma das asas da aeronave se chocou com uma árvore localizada às margens do Rio do Sal, a cerca de 3 km da cabeceira da pista. Com o choque, a aeronave caiu ao solo, despedaçando-se em seguida. Os cinco tripulantes e os vinte e oito passageiros tiveram morte instantânea.. Entre os passageiros mortos estavam o governador do Rio Grande do Norte Jerônimo Dix-sept Rosado Maia. Por conta da chuva forte e de a área da queda ser de difícil acesso, as equipes de resgate alcançaram a região dos destroços apenas 11 horas depois da queda.
| “ | Informo que o avião PP-LPG após sobrevoar às 8h e 30min este campo caiu no rio do sal em sobrado distante do aeroporto três quilômetros tendo perecido todos os tripulantes e passageiros ignorando-se os números visto que os mortos se encontram presos aos destroços. Avião completamente danificado. – (a) Comte. Miranda. | ” |

## Consequências

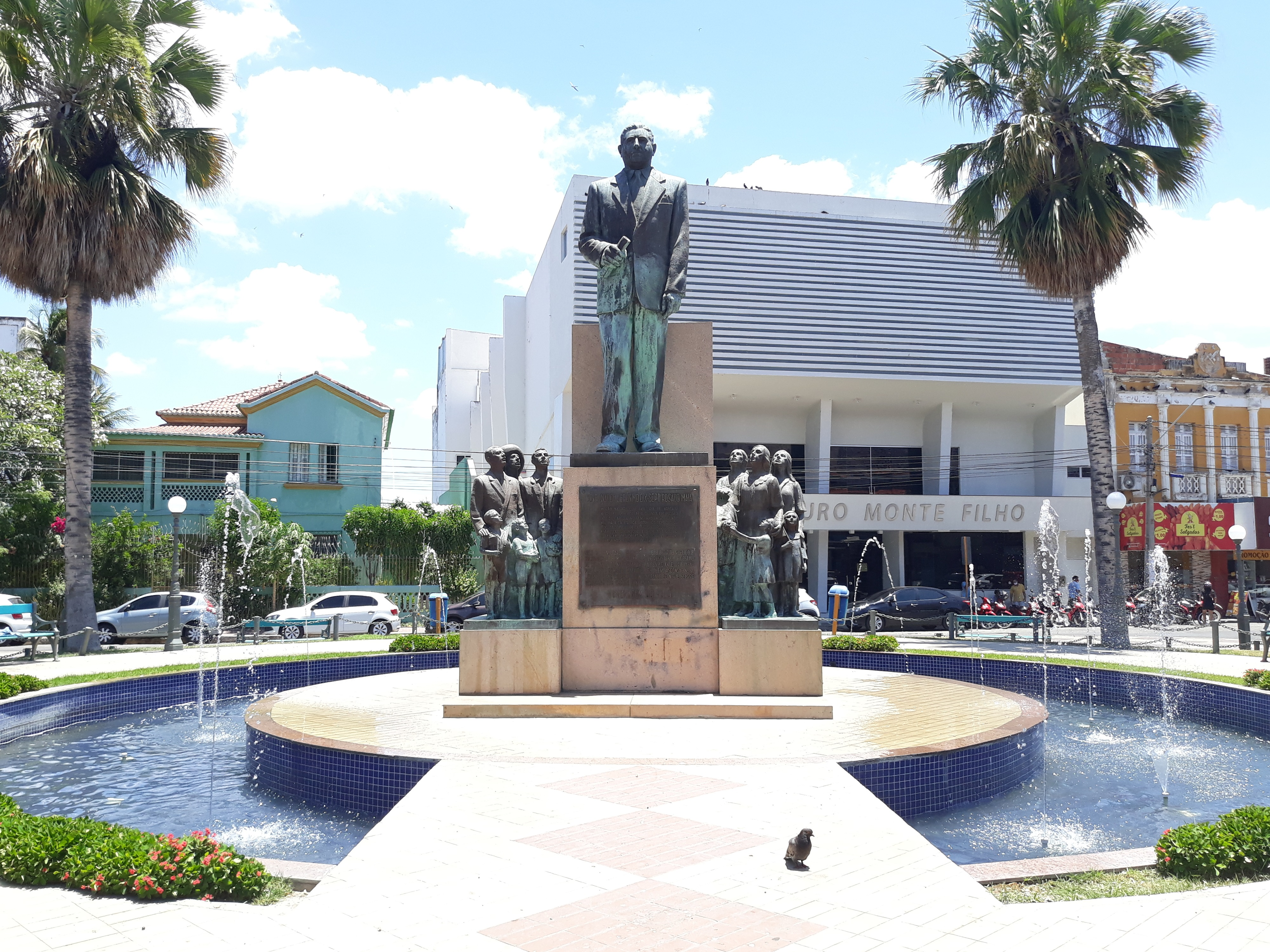
Monumento erguido em homenagem a Dix-Sept Rosado na Praça Vigário Antônio Joaquim, na cidade de Mossoró, Rio Grande do Norte

A morte do governador Dix-Sept Rosado causou grande comoção no Rio Grande do Norte, tendo o mesmo sido sepultado com honras de chefe de estado. Sua viagem ao Rio era oficial e tinha como objetivo firmar um convênio com o Banco do Brasil para a execução de obras de melhoria do saneamento de Natal. Passados treze dias de sua morte, o distrito mossoroense de Sebastianópolis recebeu o nome de Governador Dix-Sept Rosado. Anos depois o distrito seria elevado à categoria de município.

Após a Segunda Guerra Mundial, a aviação nacional cresceu de forma vertiginosa, sendo que os investimentos em equipamentos modernos de navegação e treinamento de pessoal técnico não acompanharam esse crescimento. Com a navegação aérea baseada em equipamentos obsoletos e na fragilidade do NDB (que era suscetível a falhas por conta de interferências eletromagnéticas causadas por raios, antenas de rádio etc.) e cartas aéreas obsoletas, além de tripulações mal treinadas e pressionadas a cumprir horários cada vez mais apertados, os acidentes se tornaram frequentes. Isso, porém, não impediu o crescimento da aviação nacional.
[carece de fontes?]
Essa foi a quinta aeronave perdida em acidente pelas Linhas Aéreas Paulistas nos seus 7 anos de operação, atestando a precariedade de suas operações. Com isso restaram apenas duas aeronaves, o que impedia o cumprimento de sua concessão. Dessa forma, o desastre aéreo de Aracaju causou a falência da empresa, cujas aeronaves restantes foram adquiridas pelo Lóide Aéreo Nacional.